# Raon-aux-Bois
Raon-aux-Bois és un municipi francès, situat al departament dels Vosges i a la regió del Gran Est. L'any 2007 tenia 1.154 habitants.

## Demografia

### Població
El 2007 la població de fet de Raon-aux-Bois era de 1.154 persones. Hi havia 431 famílies, de les quals 78 eren unipersonals (37 homes vivint sols i 41 dones vivint soles), 148 parelles sense fills, 189 parelles amb fills i 16 famílies monoparentals amb fills.
La població ha evolucionat segons el següent gràfic:
Habitants censats

### Habitatges
El 2007 hi havia 502 habitatges, 437 eren l'habitatge principal de la família, 39 eren segones residències i 26 estaven desocupats. 459 eren cases i 37 eren apartaments. Dels 437 habitatges principals, 376 estaven ocupats pels seus propietaris, 48 estaven llogats i ocupats pels llogaters i 12 estaven cedits a títol gratuït; 1 tenia una cambra, 8 en tenien dues, 39 en tenien tres, 94 en tenien quatre i 295 en tenien cinc o més. 352 habitatges disposaven pel capbaix d'una plaça de pàrquing. A 157 habitatges hi havia un automòbil i a 246 n'hi havia dos o més.

### Piràmide de població
La piràmide de població per edats i sexe el 2009 era:
| Homes | Edats   | Dones |
| ----- | ------- | ----- |
| 0     | 95 o +  | 0     |
| 4     | 90 a 94 | 4     |
| 4     | 85 a 89 | 8     |
| 12    | 80 a 84 | 0     |
| 12    | 75 a 79 | 20    |
| 16    | 70 a 74 | 16    |
| 8     | 65 a 69 | 16    |
| 32    | 60 a 64 | 32    |
| 28    | 55 a 59 | 12    |
| 28    | 50 a 54 | 36    |
| 60    | 45 a 49 | 44    |
| 28    | 40 a 44 | 60    |
| 44    | 35 a 39 | 36    |
| 32    | 30 a 34 | 16    |
| 36    | 25 a 29 | 32    |
| 20    | 20 a 24 | 16    |
| 68    | 15 a 19 | 64    |
| 44    | 10 a 14 | 48    |
| 8     | 5 a 9   | 24    |
| 28    | 0 a 4   | 32    |

## Economia
El 2007 la població en edat de treballar era de 785 persones, 587 eren actives i 198 eren inactives. De les 587 persones actives 544 estaven ocupades (299 homes i 245 dones) i 44 estaven aturades (15 homes i 29 dones). De les 198 persones inactives 71 estaven jubilades, 60 estaven estudiant i 67 estaven classificades com a «altres inactius».

### Ingressos
El 2009 a Raon-aux-Bois hi havia 456 unitats fiscals que integraven 1.241 persones, la mediana anual d'ingressos fiscals per persona era de 18.861 €.

### Activitats econòmiques
Dels 41 establiments que hi havia el 2007, 1 era d'una empresa extractiva, 3 d'empreses alimentàries, 2 d'empreses de fabricació d'altres productes industrials, 3 d'empreses de construcció, 9 d'empreses de comerç i reparació d'automòbils, 2 d'empreses d'hostatgeria i restauració, 4 d'empreses financeres, 3 d'empreses immobiliàries, 9 d'empreses de serveis, 2 d'entitats de l'administració pública i 3 d'empreses classificades com a «altres activitats de serveis».
Dels 8 establiments de servei als particulars que hi havia el 2009, 1 era un taller de reparació d'automòbils i de material agrícola, 1 lampisteria, 1 electricista, 1 empresa de construcció, 2 perruqueries i 2 restaurants.
Dels 3 establiments comercials que hi havia el 2009, 1 era una botiga de menys de 120 m², 1 una fleca i 1 una botiga d'electrodomèstics.
L'any 2000 a Raon-aux-Bois hi havia 11 explotacions agrícoles que ocupaven un total de 440 hectàrees.

## Equipaments sanitaris i escolars
El 2009 hi havia una escola elemental.

## Poblacions més properes
El següent diagrama mostra les poblacions més properes.